# Milroy (Indiana)
Milroy – jednostka osadnicza w Stanach Zjednoczonych, w stanie Indiana, w hrabstwie Rush.